# Aquarela Carioca
Aquarela Carioca foi um grupo instrumental formada em 1988 por Paulo Muylaert, Mário Sève, Papito (Paulo Brandão), Lui Coimbra, Marcos Suzano. Com arranjos para diversos ritmos musicais (como Rock, Jazz, Samba, Música Clássica), o grupo lançou um total de oito álbuns.

## Carreira
Em 1993, o grupo gravou álbum com participação de Ney Matogrosso, que completava 20 anos de sucesso: As aparências enganam, pela gravadora Universal Music. Aquarela Carioca e Ney fizeram turnê pelo Brasil, incluindo uma apresentação na "noite brasileira" no auditório Stravinski do Montreux Jazz Festival, em 1994.O álbum voltou ao catálogo da gravadora em setembro de 2017.
Em 2008, gravaram uma versão da música francesa “Belleville rendez-vous”, no álbum "Mundo da Rua", com participação especial da banda Os Cabinha, da Fundação Casa Grande, de Nova Olinda, no Ceará.
Em 2020, foi tema de uma programa "Sala de Jazz", da rádio Educativa 104.7 FM. E, em 2021, foi tema do primeiro programa "Circular Brasil", da Rádio EBC. O programa tem o objetivo de disseminar a diversidade da Música Instrumental brasileira.
Durante a pandemia de Covid-19, produziram o show "Cantos Fluminense: O Rio de Machado de Assis em Canções", em que convidram cantores para um repertório popular inspirado nos personagens machadianos. Cada canção sobre a cidade do Rio de Janeiro também se referia a um personagem, paisagem ou tema do o livro “Contos Fluminenses”. Em 2022, foi a apresentação foi realizada ao vivo pela primeira vez.

## Discografia
- (2002) Volta ao mundo (Aquarela Carioca)
- (2001) Mu Chebabi (Mu Chebabi) – participação
- (1996) Idioma (Aquarela Carioca)
- (1995) Planet soup – participação
- (1994) 94 Windham Hill Records Sampler – participação
- (1993) As Aparências Enganam (com Ney Matogrosso)
- (1991) Contos (Aquarela Carioca)
- (1989) Aquarela Carioca (Aquarela Carioca)

## As aparências enganam
As faixas do álbum trazem releituras de Secos & Molhados, Alceu Valença, Caetano Veloso e Jorge Ben Jor. São elas:
1. Notícias Do Brasil (Os Pássaros)
2. FM Rebeldia
3. A Tua Presença Morena
4. O Ciúme
5. Sangue Latino
6. Fruta Boa
7. Las Muchachas De Copacabana
8. El Manisero
9. Pavão Mysteriozo
10. Cheiro De Saudade
11. Pedra De Rio
12. Vendedor De Bananas
13. Cirandas
14. As Aparências Enganam